# Танкер «Дербент»
«Танкер „Дербент“» (1938) — повесть русского советского писателя Юрия Крымова, рассказывающая о зарождении стахановского движения на нефтеналивных судах Каспия в середине 1930-х годов и о героизме моряков при спасении горящего судна.
Считается одним из классических произведений советского социалистического реализма 1930-х годов наряду с такими романами, как «Время, вперёд!» Валентина Катаева, «Гидроцентраль» Мариэтты Шагинян или «Цемент» Фёдора Гладкова.
Повесть выдержала множество изданий и переведена на ряд иностранных языков.
По мотивам повести поставлен одноимённый кинофильм (1941).

## История создания
После окончания физико-математического факультета МГУ (1930) Юрий Крымов работал на строительстве радиостанции, проводил испытания на судоверфях Каспия, а в 1935 перешёл к научно-исследовательской работе в Московском нефтяном институте. В 1936 он плавал на танкере «Профинтерн» на Каспийском море. Впечатления о работе на Каспии и легли в основу сюжета повести.
Повесть была опубликована в журнале «Красная новь» (№5, 1938). Вскоре в журнале «Литературное обозрение» (№ 13—14, 1938) на неё появился большой отзыв Андрея Платонова, высоко оценившего повесть. 27 июля 1938 Юрий Крымов был принят в Союз писателей СССР.
В 1939 Юрий Крымов и драматург Николай Оттен создали по повести одноимённую пьесу в 3-х действиях. В том же году кинорежиссёр Файнциммер приступил к съёмкам фильма по мотивам повести.

## Сюжет
Действие происходит в середине 1930-х годов в Баку и на танкерах Каспийского пароходства.
К началу навигации на недавно отремонтированный танкер «Дербент» набирается команда. Пожилой (и слабохарактерный) капитан Кутасов и штурман Касацкий — люди старшего поколения, к тому же у них есть «грешки», связанные с их сомнительным поведением во время революционных событий 1905 и 1917 годов. Механиком назначают молодого коммуниста Александра Басова, от которого давно хотят избавиться на его заводе, поскольку он постоянно выдвигает новые инициативы, связанные с повышением производительности труда за счёт более рациональной технической организации. Жена Басова, Муся Белецкая, также не в восторге от инициатив мужа и считает его неудачником, которому «больше всех нужно»; перед отходом судна они ссорятся.
Танкер «Дербент» перевозит нефть из Баку в Астрахань. Из-за технических неполадок и задержек во время стоянок он остаётся в хвосте и не выполняет норму, в отличие от танкера «Агамали», вырвавшегося в ударники производства. На «Дербенте» апатия, члены команды подумывают уйти с судна по окончании рейса. Однако в какой-то момент Басову удаётся заразить людей своей энергией и команда решает объявить «Агамали» соревнование; в это время в газете печатаются новости о трудовом подвиге шахтёра Стаханова, и команда осуществляет первый в пароходстве «стахановский рейс». Постепенно «Дербенту» удаётся увеличить скорость, сократить простои и перевыполнить норму.
В ноябре, в конце навигации, танкер направляют в Красноводск, где ему нужно взять на буксир неисправное судно «Узбекистан» с грузом лёгкой нефти и привести в Махачкалу. Оказывается, что палуба «Узбекистана» имеет щели, однако отменить рейс не удаётся. Недалеко от острова Чечень нефть на «Узбекистане» загорается, судно начинает тонуть. Штурман Касацкий обрубает трос и, уговорив капитана, пытается уйти от пожара (тем более что на «Дербенте» тоже есть груз нефти). Но Басов отстраняет его и, проявляя героизм и рискуя жизнью, матросы «Дербента» подходят к тонущему судну и спасают его команду. На берегу всё это время волнуется Муся, которая работает на радиостанции; она понимает, что её муж был прав в своём выборе пути, и приходит встречать его в порт.

## Отзывы о повести
- «Краткая литературная энциклопедия» (Том 3, с. 856—857)[3]:

Широкую известность принесла Крымову повесть «Танкер "Дербент"» (1938) — одно из лучших произв. советской прозы 30-х гг., где правдиво и сильно показан рост рядового партийца, который превращается в талантливого вожака масс. В тяжёлых испытаниях крепнет и закаляется коллектив танкера, зарождается социалистическое соревнование.
- Андрей Платонов:

Истинная тема этого произведения заключается в зарождении и развитии стахановского движения на морском транспорте, то есть в изображении самых глубоких и интересных людей нашего времени — стахановцев. Художественное выполнение столь ответственной темы удалось автору превосходно. Мы это обязаны прямо здесь заявить...
Что же наиболее хорошо удалось создать автору в своей повести? Наиболее хорошо у него — наиболее трудное: главный герой произведения, один из самых первых стахановцев... Главный герой его повести, Басов, не обездолен, не обескровлен автором, чтобы за счет Басова изобразить других, менее важных людей в произведении. Крымов пишет Басова в лицо, в упор, не смещаясь в сторону, в более «легкое» направление, и отсюда получаются дополнительные художественные результаты. Именно: все «вторые» персонажи, освещенные центральным образом Басова, обогащаются, перестают быть «вторыми», неглавными, подрастают до высокого уровня первого героя, становятся в один ряд с ним...

Автор глубоко, с полным знанием предмета, показывает нам творческую проницательность рабочих-моряков, и перед читателем встает широкая, конкретная картина соревнования как массового творчества, как содержания полноценной социалистической жизни... Особо надо подчеркнуть, что автор точно знает свой материал — достижение, которым овладели далеко не все советские писатели.
- А. А. Павловский[4]:

Несмотря на то что действие повести разворачивается на хорошо разработанном, магистральном для советской прозы направлении, тема становления новых производственных и человеческих отношений получает у К(рымова) особое звучание. И читателей, и критиков привлёк какой-то естественный, лёгкий — без преднамеренных социальных акцентов — психологизм прозы К(рымова), его стремление говорить просто о вещах обыденных, свободно о человеческих чувствах. Лирика явно потеснила здесь расхожие газетно-публицистические штампы т.н. производственной прозы.

## Интересные факты
- Благодаря большой популярности как повести, так и фильма по ней название танкера «Дербент» стало достаточно распространённым и использовано в ряде произведений, в которых по сюжету упоминаются суда Каспийского моря, например:
  - Кир Булычёв. «Гений из Гусляра» (М.: Эксмо, 2005. С. 288):

Именно его банда ответственна за взрыв дома пограничников в поселке Приморский, именно его люди зверски расстреляли в открытом море сотрудников нашего управления, когда мы застали их за перегрузкой черной икры в танкер «Дербент», отправлявшийся в Иран.
- - Александр Белов. «Бригада. Кн. 10: От сумы до тюрьмы» (М., 2004. С. 316.):

Им-то он сказал, что едет с их общаком в Баку, чтобы вложить деньги в покупку нефтеналивного танкера «Дербент».
Ср. также следующую известную сцену из романа Сергея Довлатова «Заповедник»:
— Аврора, — сказала она, протягивая липкую руку.

— А я, — говорю, — танкер Дербент. Девушка не обиделась.